# Salto con gli sci ai XXII Giochi olimpici invernali - Trampolino normale femminile
Nel salto con gli sci ai XXII Giochi olimpici invernali la gara dal trampolino normale femminile si è disputata l'11 febbraio nella località di Krasnaja Poljana sul trampolino HS105 RusSki Gorki.
Questa competizione è stata presente per la prima volta ai Giochi olimpici, dal quale le gare femminili erano escluse. Dopo aver fatto la sua apparizione ai Mondiali già nel 2011, la disciplina è stata inserita anche nel programma olimpico.
La tedesca Carina Vogt ha vinto la medaglia d'oro, l'austriaca Daniela Iraschko quella d'argento e la francese Coline Mattel quella di bronzo.

## Classifica di gara
| Pos.    | N° | Atleta              | Nazione     | Lungh. 1° Salto | Punt. 1° Salto | Lungh. 2° Salto | Punt. 2° Salto | Punteggio totale |
| ------- | -- | ------------------- | ----------- | --------------- | -------------- | --------------- | -------------- | ---------------- |
| Oro     | 29 | Carina Vogt         | Germania    | 103,0           | 126,8          | 97,5            | 120,6          | 247,4            |
| Argento | 28 | Daniela Iraschko    | Austria     | 98,5            | 120,2          | 104,5           | 126,0          | 246,2            |
| Bronzo  | 24 | Coline Mattel       | Francia     | 99,5            | 125,7          | 97,5            | 119,5          | 245,2            |
| 4       | 30 | Sara Takanashi      | Giappone    | 100,0           | 124,1          | 98,5            | 118,9          | 243,0            |
| 5       | 8  | Evelyn Insam        | Italia      | 98,5            | 120,5          | 99,0            | 121,7          | 242,2            |
| 6       | 25 | Maja Vtič           | Slovenia    | 100,5           | 120,1          | 100,5           | 121,8          | 241,9            |
| 7       | 26 | Yūki Itō            | Giappone    | 97,5            | 117,4          | 101,0           | 124,4          | 241,8            |
| 8       | 23 | Maren Lundby        | Norvegia    | 97,0            | 115,5          | 100,0           | 120,0          | 235,5            |
| 9       | 18 | Line Jahr           | Norvegia    | 97,5            | 117,7          | 98,5            | 116,9          | 234,6            |
| 10      | 15 | Jessica Jerome      | Stati Uniti | 97,0            | 116,3          | 99,0            | 117,8          | 234,1            |
| 11      | 14 | Katja Požun         | Slovenia    | 96,5            | 113,9          | 99,5            | 119,7          | 233,6            |
| 12      | 7  | Atsuko Tanaka       | Canada      | 97,5            | 117,8          | 95,0            | 113,5          | 231,3            |
| 13      | 11 | Taylor Henrich      | Canada      | 97,5            | 118,2          | 96,0            | 112,2          | 230,4            |
| 14      | 20 | Helena Olsson Smeby | Norvegia    | 98,5            | 115,0          | 98,0            | 113,3          | 228,3            |
| 15      | 6  | Lindsey Van         | Stati Uniti | 97,0            | 116,4          | 94,5            | 110,8          | 227,2            |
| 16      | 27 | Irina Avvakumova    | Russia      | 98,5            | 114,4          | 94,5            | 107,8          | 222,2            |
| 17      | 22 | Julia Kykkänen      | Finlandia   | 95,5            | 115,1          | 93,5            | 106,4          | 221,5            |
| 18      | 13 | Bigna Windmüller    | Svizzera    | 96,0            | 112,3          | 96,0            | 108,4          | 220,7            |
| 19      | 12 | Julia Clair         | Francia     | 95,5            | 113,8          | 91,5            | 104,7          | 218,5            |
| 20      | 3  | Léa Lemare          | Francia     | 93,0            | 107,9          | 93,0            | 110,2          | 218,1            |
| 21      | 1  | Sarah Hendrickson   | Stati Uniti | 94,0            | 112,4          | 91,5            | 105,2          | 217,6            |
| 22      | 16 | Ulrike Gräßler      | Germania    | 94,0            | 110,5          | 91,5            | 104,4          | 214,9            |
| 23      | 21 | Katharina Althaus   | Germania    | 90,5            | 103,2          | 92,5            | 108,6          | 211,8            |
| 24      | 5  | Gyda Enger          | Norvegia    | 93,0            | 105,8          | 91,5            | 103,9          | 209,7            |
| 25      | 4  | Chiara Hölzl        | Austria     | 92,0            | 102,5          | 96,0            | 104,6          | 207,1            |
| 26      | 9  | Špela Rogelj        | Slovenia    | 91,5            | 102,0          | 86,5            | 97,6           | 199,6            |
| 27      | 19 | Eva Logar           | Slovenia    | 90,0            | 100,1          | 88,0            | 99,0           | 199,1            |
| 28      | 17 | Gianina Ernst       | Germania    | 90,5            | 100,3          | 87,5            | 92,4           | 192,7            |
| 29      | 10 | Elena Runggaldier   | Italia      | 85,0            | 86,2           | 88,0            | 93,4           | 179,6            |
| 30      | 2  | Yurina Yamada       | Giappone    | 78,0            | 73,3           | 64,5            | 42,4           | 115,7            |

Data: Martedì 11 febbraio 2014

1ª Prova di salto

Ora locale: 22:25 

2ª Prova di salto

Ora locale:  

Trampolino: RusSki Gorki 

Punto K: 95 m 

Legenda:
- DNS = non partito (did not start)
- DNF = prova non completata (did not finish)
- Pos. = posizione